# Go! Princess Pretty Cure
Go! Princess Pretty Cure (Ｇｏ！プリンセスプリキュア?, Go! Purinsesu Purikyua, Go! Princess Precure) è la dodicesima serie anime del franchise di Pretty Cure, creata da Izumi Tōdō e prodotta dalla Toei Animation. Trasmessa in Giappone su TV Asahi dal 1º febbraio 2015 al 31 gennaio 2016, in Italia è stata diffusa sottotitolata in lingua italiana da Crunchyroll.
Go! Princess Pretty Cure è preceduta da HappinessCharge Pretty Cure! e seguita da Witchy Pretty Cure!.

## Trama
(Introduzione che precede la sigla d'apertura)
Haruka Haruno è una ragazza matricola della prestigiosa Accademia Noble, dove si è iscritta nella speranza di coronare un giorno il suo sogno: diventare una principessa, o meglio averne le qualità, come la protagonista della sua favola preferita. Un giorno, Haruka incontra due fate, Pafu e Aroma, in fuga dallo Hope Kingdom, ormai conquistato dalla malvagia Dyspear, la strega della disperazione a capo dei Dysdark, intenzionata a imprigionare i sogni di tutti dietro la Porta dei Sogni. Quando vengono attaccati, Haruka riesce tramite la Dress-Up Key donatale anni prima da Kanata, il principe dello Hope Kingdom, a trasformarsi in Cure Flora, la Principessa dei Fiori. Insieme alla matura Minami Kaido (Cure Mermaid) e la celebre modella Kirara Amanogawa (Cure Twinkle), le tre Pretty Cure devono raccogliere le dodici Dress-Up Key per aprire la Porta dei Sogni e liberare così i sogni imprigionati dai malvagi, riuscendo a diventare Grand Princess. Nel corso della serie a loro si aggiunge anche una quarta guerriera: Towa Akagi (Cure Scarlet), che in precedenza aveva combattuto contro di loro come Twilight.

## Personaggi

### Pretty Cure
Haruka Haruno (春野 はるか?, Haruno Haruka) / Cure Flora (キュアフローラ?, Kyua Furōra)
Doppiata da: Yū Shimamura (ed. giapponese)
Nata il 10 aprile, frequenta il primo anno all'Accademia Noble. Energica e allegra, il suo sogno è diventare una principessa raggiante, o meglio averne le qualità, come la protagonista della sua fiaba preferita, La Principessa dei Fiori; per questo, quando aveva quattro anni, veniva schernita da alcuni coetanei, ma successivamente incontrò il principe Kanata che la incoraggiò a non perdere la speranza e le diede una Dress-Up Key. Crede che impegnarsi al massimo sia la chiave per realizzare i propri desideri. Nonostante la sua buona volontà, inizialmente si dimostra goffa ed impacciata, al punto che alcune compagne di scuola, nel vederla assieme a Minami e Kirara, la paragonano ad un bocciolo tra due bellissimi fiori già sbocciati. Decide di esercitarsi nella danza classica, prendendo lezioni da Minami, e di imparare a suonare il violino dopo aver sentito Twilight. Kirara la chiama amichevolmente "HaruHaru" (はるはる?, Haruharu). Si rende conto che la disperazione e i sogni sono due facce della stessa medaglia, entrambi importanti per crescere, e in futuro realizza il suo sogno. Si trasforma in Cure Flora, la Pretty Cure della Natura, di colore rosa; fa tornare all'antico splendore il Castello dei Fiori dello Hope Kingdom e ottiene inoltre, assieme alle altre guerriere nella battaglia finale, il potere di trasformarsi in Grand Princess. Rappresenta la Principessa dei Fiori.
Minami Kaido (海藤 みなみ?, Kaidō Minami) / Cure Mermaid (キュアマーメイド?, Kyua Māmeido)
Doppiata da: Masumi Asano (ed. giapponese)
Nata il 20 luglio, frequenta il secondo anno all'Accademia Noble. È matura e raffinata, fa la presidentessa del consiglio studentesco e viene descritta dagli altri studenti come la "principessa dell'accademia", stimata anche dagli insegnanti. Eccelle in tutte le materie, in particolar modo nella danza classica, che pratica sin da piccola. Inoltre pratica il tiro con l'arco, è una brava cavallerizza, calciatrice, cestista, tennista, e sa suonare bene il violino. Nonostante tutto, è modesta e quando le si dice che è perfetta, lei risponde che è ben lungi dall'esserlo. Ha ottime capacità organizzative, un forte senso di responsabilità ed è premurosa, ma delle volte si sente sola e ha il terrore dei fantasmi. La sua famiglia è molto ricca e dirige un grande gruppo industriale, inoltre possiede un resort sulla spiaggia. Da piccola aveva paura del mare, ma l'ha superata da tempo ed è diventata brava anche nel nuoto e nelle immersioni. Kirara la chiama amichevolmente "Minamin" (みなみん?, Minamin). Il suo sogno è quello di entrare a far parte del gruppo finanziario di famiglia, ma in seguito all'incontro con Asuka s'interessa di oceani e creature marine e, superate le incertezze, in futuro diventa una biologa marina. Si trasforma in Cure Mermaid, la Pretty Cure del Mare, di colore blu; fa tornare all'antico splendore il Castello del Mare dello Hope Kingdom e ottiene inoltre, assieme alle altre guerriere nella battaglia finale, il potere di trasformarsi in Grand Princess. Rappresenta la Principessa dei Mari.
Kirara Amanogawa (天ノ川 きらら?, Amanogawa Kirara) / Cure Twinkle (キュアトゥインクル?, Kyua Tuinkuru)
Doppiata da: Hibiku Yamamura (ed. giapponese)
Nata il 12 settembre, frequenta il primo anno all'Accademia Noble. È brillante e ambiziosa, popolare e molto alla moda che lavora come modella sin dalle elementari, cosa che la impegna ogni giorno. A causa della sua fitta agenda, sembra non voler socializzare con le sue compagne di scuola e si comporta in modo distaccato, ma è solo apparenza; Haruka riesce lentamente a rompere il ghiaccio e la convince a unirsi al gruppo una volta trasformatasi in Pretty Cure, poiché era intenzionata a rifiutare per via dei troppi impegni di lavoro. Ha un grande senso dell'umorismo, se la cava sia nello studio che nello sport e le piace dare dei soprannomi agli amici più stretti; ha un debole per le famose ciambelle glassate Marble Donuts. È determinata a raggiungere i propri obiettivi e pensa che tutti abbiano la forza necessaria per farlo: il suo è quello di diventare una top model, seguendo le orme di sua madre. Tuttavia, quando viene scelta come prima modella alla sfilata della Japan Collection a New York, declina l'offerta per aiutare le compagne nella lotta contro il male. Grazie, però, allo stilista Baurollo Bauanne che la sceglie come modella principale del suo marchio, in futuro continua la sua carriera lavorativa a Parigi. Si trasforma in Cure Twinkle, la Pretty Cure delle Stelle, di colore giallo; fa tornare all'antico splendore il Castello delle Stelle dello Hope Kingdom e ottiene inoltre, assieme alle altre guerriere nella battaglia finale, il potere di trasformarsi in Grand Princess. Rappresenta la Principessa delle Stelle.
Towa Akagi (紅城 トワ?, Akagi Towa) / Twilight (トワイライト?, Towairaito) / Cure Scarlet (キュアスカーレット?, Kyua Sukāretto)
Doppiata da: Miyuki Sawashiro (ed. giapponese)
Nata il 15 dicembre, è la sorella minore del principe Kanata ed è la principessa dello Hope Kingdom; il suo nome completo è Princess Hope Delight Towa (プリンセス・ホープ・ディライト・トワ?, Purinsesu Hōpu Diraito Towa). È elegante e aggraziata, e inizialmente fa parte dei Dysdark poiché Dyspear ha sfruttato il suo sogno di diventare una Grand Princess facendole il lavaggio del cervello e trasformandola in Twilight, la principessa con il potere delle fiamme blu che porta disperazione. Odia la mediocrità, il suo motto è "Nobilmente, preziosamente, incantevolmente" (「気高く、尊く、麗しく」?, "Kedakaku, tattoku, uruwashiku") e vuole sconfiggere le Pretty Cure perché non le considera delle vere principesse, affermando che non lo si possa diventare solo col duro lavoro. Possiede tre Key Nere che le permettono rispettivamente di potenziare gli altri generali dei Dysdark, evocare uno scettro e trasformarsi in Black Princess (ブラックプリンセス?, Burakku Purinsesu) inserendo la chiave apposita in un Princess Perfume che ha trovato. Una volta che Kanata la riconosce come la sua sorella scomparsa misteriosamente, consuma la sua ultima battaglia contro le Pretty Cure, che però hanno la meglio e riescono a purificarla; seppure Dyspear tenti di soggiogarla nuovamente, l'intervento di Cure Flora che suona il violino come faceva Kanata le permette di convertire le sue Key Nere in Dress-Up Key e di trasformarsi in una Pretty Cure. Dopo ciò, tornata in sé, non si sente in diritto di divertirsi almeno finché lo Hope Kingdom non verrà salvato e trova difficoltà ad adattarsi alle usanze della Terra, ma comincia a frequentare l'Accademia Noble, scoprendosi subito una studentessa modello che eccelle in tutte le discipline. Per via della sua posizione sociale, non è brava nello sbrigare le faccende domestiche e non sa nuotare. Dopo un'iniziale incomprensione, diventa ottima amica di Kirara, che la chiama per questo "Towa-cchi" (トワっち?, Towa-cchi), e instaura un buon rapporto anche con Haruka, Minami e Yui. La natura incantevole attorno all'istituto le fa ricordare il suo regno, e ciò la rende molto triste, ma dopo la sconfitta di Dyspear fa ritorno allo Hope Kingdom e in futuro ne assume la guida. Si trasforma in Cure Scarlet, la Pretty Cure del Fuoco, di colore rosso; fa tornare all'antico splendore il Castello del Fuoco dello Hope Kingdom e ottiene inoltre, assieme alle altre guerriere nella battaglia finale, il potere di trasformarsi in Grand Princess. Rappresenta la Principessa del Fuoco.

### Dysdark
Dyspear (ディスピア?, Disupia)
Doppiata da: Yoshiko Sakakibara (ed. giapponese)
È la strega malvagia a capo dei Dysdark. Spietata e crudele, soggiogando la principessa Towa che è divenuta Twilight, è riuscita a far sprofondare nella disperazione lo Hope Kingdom, rinchiudendo i sogni di tutti gli abitanti in Gabbie della Disperazione e invadendo l'intero territorio con i suoi seguaci. Precedentemente è stata sconfitta dalle Princess Pretty Cure Fondatrici ed esiliata nella foresta oscura dello Hope Kingdom, ma è rinata grazie alla disperazione, da cui trae energia, provata dalle persone. Vuole recuperare le Dress-Up Key e distruggerle, essendo l'unica speranza per il regno che ha occupato. Considera Twilight come una figlia ed è accecata dalla rabbia quando la ragazza torna Towa e si trasforma in una Pretty Cure. Ferita in combattimento da quest'ultima, si rifugia nella foresta della disperazione per recuperare le energie e delega a Lock il ruolo di capogruppo. Viene richiamata da Close, che le ha creato anche un nuovo castello, e per ringraziarlo lo nomina vice-capo dei Dysdark. È in grado di creare delle Key Nere e nuovi lucchetti di mostri per impedire la purificazione dei Castelli dello Hope Kingdom. Proprio quando le Pretty Cure si preparano ad aprire finalmente la Porta dei Sogni, avendo completato la restaurazione dei Castelli dello Hope Kingdom, prende di mira l'Accademia Noble rinchiudendo tutti gli abitanti della Terra in gabbie. Viene sconfitta dalle Grand Princess Pretty Cure dopo essersi fusa con Close, Stop e Freeze, anche se sopravvive parzialmente, potenziando Close nel suo successivo ultimo scontro.
Close (クローズ?, Kurōzu)
Doppiato da: Mitsuaki Madono (ed. giapponese)
È un uomo irascibile dall'aspetto di una rockstar, che fa parte dei Tre Moschettieri al servizio di Dyspear. Al collo porta un lucchetto, con il quale genera uno Zetsuborg rinchiudendo la vittima in una gabbia; la sua formula per intrappolare un sogno è "Close your dream!" (「クローズ・ユア・ドリーム！」?, "Kurōzu yua dorīmu!"). Ha un approccio violento e feroce con i suoi avversari, ridicolizza i sogni e le speranze delle persone. Stanca dei suoi continui fallimenti, Dyspear lo potenzia, ma rimane sconfitto dalle Pretty Cure con i Crystal Princess Rod. Si scopre tuttavia che è sopravvissuto sotto forma di corvo, riassumendo poi la sua forma originale e creando al suo fianco due scagnozzi, Stop e Freeze; inoltre, richiama Dyspear che era stata ferita precedentemente e le crea un nuovo castello, venendo nominato vice-capo dei Dysdark. Prova un particolare astio per Cure Flora, sentimento che cresce nel susseguirsi delle vicende, ma quando prova a tenderle una trappola, fingendosi uno studente della Accademia Noble di nome Kurosu (黒須?, Kurosu), non riesce a farla cadere in disperazione come vorrebbe. Con l'assedio dell'Accademia Noble da parte di Dyspear, si fonde con lei per rafforzarla in battaglia, ma perde e assorbe il potere rimanente per contrattaccare lui in solitaria. Nello scontro finale con Grand Princess Flora sceglie infine di ritirarsi insieme a Stop e Freeze, convinto dal pensiero della ragazza secondo cui la disperazione e i sogni sono due facce della stessa medaglia, entrambi importanti per crescere. È solito terminare le proprie frasi con l'espressione gergale "daze" (「だぜ」?, "daze").
Shut (シャット?, Shatto)
Doppiato da: Satoshi Hino (ed. giapponese)
È un uomo profondamente narcisista, truccato in viso e con una rosa nera sempre in mano, che fa parte dei Tre Moschettieri al servizio di Dyspear. Al collo porta un lucchetto, con il quale genera uno Zetsuborg rinchiudendo la vittima in una gabbia; la sua formula per intrappolare un sogno è "Shut your dream!" (「シャット・ユア・ドリーム！」?, "Shatto yua dorīmu!"). È affascinato dalla bellezza di Twilight e cerca di attirare la sua attenzione, ottenendo però scarsi risultati, e rimane deluso quando scopre che è in realtà la principessa Towa. Dopo aver sprecato un'ultima possibilità datagli da Dyspear, sentendo di non avere più nulla da perdere, rimane purificato dalle Pretty Cure e si schiera dalla loro parte. Ripristinata la pace, lo si vede all'Accademia Noble con Lock come sciarpa. È solito inserire nelle sue frasi l'espressione "nomi" (「のみ」?, "nomi", lett. "soltanto/unicamente").
Lock (ロック?, Rokku) / Kuroro (クロロ?, Kuroro)
Doppiato da: Yuki Kaida (ed. giapponese)
È un ragazzino impertinente, amante dei videogiochi e indossa un costume da drago, che fa parte dei Tre Moschettieri al servizio di Dyspear. Al collo porta un lucchetto, con il quale genera uno Zetsuborg rinchiudendo la vittima in una gabbia; la sua formula per intrappolare un sogno è "Lock your dream!" (「ロック・ユア・ドリーム！」?, "Rokku yua dorīmu!"). Ha un atteggiamento sfacciato con tutti e non è leale nei confronti di Dyspear poiché la vuole spodestare e diventare lui il re a capo dei Dysdark. Può creare delle copie di se stesso. Quando Dyspear si rifugia nella foresta della disperazione per recuperare le energie perse in battaglia, viene delegato a lui il ruolo di capogruppo e assume quindi una forma più adulta. Si dimostra piuttosto scaltro nei suoi piani contro gli avversari. Viene sconfitto dalle Pretty Cure, dopo aver tentato di invadere il mondo umano e aver assunto le sembianze di un drago grazie al potere malvagio contenuto nel castello di Dyspear. Si rivela essere una fata che assomiglia a un gatto marrone di nome Kuroro, che le Pretty Cure affidano alle cure di Miss Shamour. Una volta ristabilito si pente per quello che ha fatto sotto le sembianze di Lock e si schiera dalla parte delle Pretty Cure. In passato era timido e solitario ed è stato Lock a possederlo e a renderlo un emissario dei Dysdark. Dopo la battaglia finale, Lock diventa la sciarpa di Shut, mentre Kuroro inizia il suo apprendistato sotto la guida di Miss Shamour. Lock è solito terminare le proprie frasi con l'espressione gergale "dane" (「だね」?, "dane"), mentre Kuroro con "roro" (「ロロ」?, "roro").
Stop (ストップ?, Sutoppu) & Freeze (フリーズ?, Furīzu)
Doppiati da: Shiori Izawa e Miyako Itō (ed. giapponese)
Sono due Zetsuborg con una maschera rispettivamente argento da coniglio e oro da topo, che Close crea usando l'energia della disperazione dopo essere tornato più potente. Al collo portano un lucchetto, con il quale generano insieme uno Zetsuborg con due lucchetti uniti tra loro e due occhi verdi rinchiudendo la vittima in una gabbia; la loro formula per intrappolare un sogno è "Stop, Freeze, your dream!" (「ストップ・フリーズ・ユア・ドリーム！」?, Sutoppu Furīzu yua dorīmu!). Agiscono sempre in coppia e sono robotici. Quando Dyspear assedia l'Accademia Noble, si fondono con lei e Close per potenziarla contro le Pretty Cure, ma vengono battuti. In seguito si ritirano insieme a Close dopo che quest'ultimo sceglie di non combattere più contro i sogni.
Zetsuborg (ゼツボーグ?, Zetsubōgu)
Doppiato da: Takayuki Nakatsukasa (ed. giapponese)
È il mostro evocato dai Dysdark. Viene creato intrappolando una persona in una Gabbia della Disperazione, rubando così l'energia del suo sogno; più sogni vengono rinchiusi in gabbie, più lo Zetsuborg è potente. Presentano tutti un grosso lucchetto nero, ma quelli potenziati dalla chiave oscura di Twilight ce l'hanno rosso, e quelli potenziati da Lock hanno due corna rosse e un occhio giallo. Quelli evocati da Stop e Freeze hanno due lucchetti uniti tra loro e due occhi verdi, e, essendo evocati da due persone, sono più potenti di quelli normali. Il suo nome deriva da "zetsu", che in giapponese significa "disperazione", e "borg", derivato da "cyborg".
Metsuborg (メツボーグ?, Metsubōgu)
Doppiato da: Takayuki Nakatsukasa (ed. giapponese)
È il mostro evocato da Dyspear dal nuovo lucchetto da lei creato per impedire la purificazione dei Castelli dello Hope Kingdom. Il suo nome deriva da "metsu", che in giapponese significa "distruzione", e "borg", derivato da "cyborg".

### Hope Kingdom
Pafu (パフ?, Pafu)
Doppiata da: Nao Tōyama (ed. giapponese)
È una Royal Fairy, fata rosa che assomiglia ad un cane, proveniente dallo Hope Kingdom. Adora la moda, in particolar modo le acconciature, ed è molto dolce e con la testa tra le nuvole. Lei e suo fratello maggiore Aroma sono stati inviati sulla Terra alla ricerca delle Princess Pretty Cure dopo la caduta del loro regno per mano di Dyspear; una volta trovate, si stabilisce insieme a loro all'Accademia Noble comportandosi, all'occorrenza, come una vera cagnolina. Fa l'apprendista cameriera alla corte del principe Kanata e può trasformarsi in una bambina umana. Ottiene un potenziamento e successivamente può evocare insieme ad Aroma il Princess Palace per le Pretty Cure. Finisce le frasi con l'intercalare "pafu" (「パフ」?, "pafu").
Aroma (アロマ?, Aroma)
Doppiato da: Shiho Kokido (ed. giapponese)
È una Royal Fairy, fata viola che assomiglia ad un uccello, proveniente dallo Hope Kingdom. Brillante, allegro e diligente, si prende amorevolmente cura della sorellina Pafu, con la quale è fuggito dallo Hope Kingdom alla ricerca delle Princess Pretty Cure dopo l'attacco di Dyspear; una volta trovate, si stabilisce con loro all'Accademia Noble comportandosi, all'occorrenza, come un comune pappagallo parlante. È un apprendista maggiordomo alla corte del principe Kanata e può trasformarsi in un ragazzino umano. Ottiene un potenziamento e successivamente può evocare insieme a Pafu il Princess Palace per le Pretty Cure. Finisce le frasi con l'intercalare "roma" (「ロマ」?, "roma").
Principe Kanata (カナタ王子?, Kanata Ōji)
Doppiato da: Shinnosuke Tachibana (ed. giapponese)
È il benevolo e coraggioso principe dello Hope Kingdom; il suo nome completo è Prince Hope Grand Kanata (プリンス・ホープ・グランド・カナタ?, Purinsu Hōpu Gurando Kanata). Ha incontrato Haruka da ragazzino, dieci anni prima, insegnandole l'importanza dei sogni e regalandole una Dress-Up Key per incoraggiarla. Per salvare il suo regno dai Dysdark, ha affidato a Pafu e Aroma la missione di trovare le Princess Pretty Cure, e con loro raccogliere le Dress-Up Key; lui è invece rimasto nello Hope Kingdom a combattere gli invasori e a cercare la sorella minore dispersa, Towa. Sa suonare il violino, insegnatogli da Miss Shamour, e possiede un cavallo alato in grado di volare di nome Wish dal manto bianco e la coda e la criniera celesti. Poco dopo aver riconosciuto Towa in Twilight, aiuta le Pretty Cure a farla tornare alla normalità e a farla fuggire dall'ira di Dyspear, facendo perdere tuttavia le sue tracce. La sua presenza viene percepita e Haruka e le altre lo rincontrano, dopo tempo, che lavora al negozio di violini del signor Nishikido, ma scoprono che ha perso la memoria; recupera i ricordi soltanto vedendo la determinazione con la quale le Pretty Cure proteggono le loro ambizioni e successivamente torna allo Hope Kingdom.
Miss Shamour (ミス・シャムール?, Misu Shamūru)
Doppiata da: Mayumi Shintani (ed. giapponese)
È una fata che assomiglia a un gatto siamese, proveniente dallo Hope Kingdom. Vive nel Princess Lesson Pad, connesso con lo Hope Kingdom e può trasformarsi in umana. È la Royal Teacher delle Princess Pretty Cure e il suo compito è quello di fare delle ragazze delle Grand Princess, insegnando loro tutto quello che sa. Ha l'abitudine di inserire nelle proprie frasi espressioni in lingua inglese e porta sempre con sé una bacchetta a forma di zampa felina. Dopo la purificazione di Lock, Kuroro viene affidato alle sue cure. Nella battaglia finale combatte al fianco del principe Kanata contro Stop e Freeze. Alla fine della serie, diventa la Royal Teacher di Kuroro. Il suo nome è un gioco di parole con "siamese" e "amour".
Princess Pretty Cure Fondatrici (先代プリンセスプリキュア?, Sendai Purinsesu Purikyua, lett. "Princess Pretty Cure della generazione precedente")
Doppiate da: Saki Fujita (Chieri / Cure Flora Fondatrice), Satsuki Yukino (Yura / Cure Mermaid Fondatrice) e Kaori Shimizu (Sei / Cure Twinkle Fondatrice) (ed. giapponese)
Era un gruppo di Pretty Cure formato da tre elementi che ha combattuto e sconfitto il male usando le Dress-Up Key molti anni fa. Si dice che siano state loro a creare lo Hope Kingdom. Sapendo che l'oscurità sarebbe tornata più potente di prima, hanno creato un quarto Princess Perfume per un'eventuale quarta guerriera. I loro nomi da civili sono Chieri (チエリ?, Chieri), Yura (ユラ?, Yura) e Sei (セイ?, Sei). Si mettono in comunicazione con le attuali Pretty Cure visto l'accrescimento dell'oscurità e le mettono in guardia dei pericoli. Quando Lock ruba le Dress-Up Key a Cure Flora e le altre, consentono temporaneamente loro la trasformazione senza di esse e inoltre donano alle tre le Premium Dress-Up Key Sakura, Sango e Ginga.
Re (王?, Ō) e Regina (王妃?, Ōhi)
Doppiati da: Tokuyoshi Kawashima e Yuri Amano (ed. giapponese)
Sono i genitori di Kanata e Towa e i sovrani dello Hope Kingdom. La scomparsa di Towa li ha fatti cadere nella disperazione più totale assieme a tutto il regno che governano, agevolando l'invasione dei Dysdark. Dopo la sconfitta di Dyspear, liberi dalle Gabbie della Disperazione, si risvegliano e possono riabbracciare i loro figli.

### Altri personaggi
Yui Nanase (七瀬 ゆい?, Nanase Yui)
Doppiata da: Haruka Yoshimura (ed. giapponese)
È la compagna di stanza di Haruka all'Accademia Noble. È una ragazza mite, ben educata e gentile che fa subito amicizia con Haruka e la aiuta ad ambientarsi nell'istituto. Quando Haruka le confessa che desidera diventare una principessa, lei non la prende in giro, anzi le dice che il suo è un sogno molto bello. Notando però che Haruka a volte ha un comportamento sospetto, segue lei, Minami e Kirara di nascosto e scopre la loro doppia identità di guerriere. Avendo scoperto questo, decide mantenere il segreto e si unisce al gruppo come membro di supporto; Kirara la chiama amichevolmente "YuiYui" (ゆいゆい?, Yuiyui), mentre Towa, con cui fa successivamente amicizia, la definisce "il sole delle Pretty Cure". Nel corso della serie viene più volte intrappolata in una Gabbia della Disperazione dai nemici, fino a che nella battaglia finale riesce a liberarsi da sola e risvegliare i compagni dell'accademia, anch'essi intrappolati, donando con loro nuova energia alle Pretty Cure. Il suo sogno è quello di diventare un'autrice di libri illustrati per bambini, come Yume Mochizuki, l'autrice de La Principessa dei Fiori, e lo realizza in futuro scegliendo di raccontare le vicende delle Princess Pretty Cure.
Moe Haruno (春野 もえ?, Haruno Moe)
Doppiata da: Yūko Gibu (ed. giapponese)
È la madre di Haruka, molto calorosa e premurosa nei confronti della propria famiglia. Assieme al marito gestisce il negozio di dolci tradizionali giapponesi Haruya. Il suo sogno, come quello degli altri componenti della famiglia, è che Haruka possa diventare la principessa dei suoi sogni.
Ibuki Haruno (春野 いぶき?, Haruno Ibuki)
Doppiato da: Yasunori Matsumoto (ed. giapponese)
È il padre di Haruka, che non va mai contro la volontà della moglie, con la quale gestisce il negozio di dolci tradizionali giapponesi Haruya. È molto protettivo nei confronti delle figlie e a casa sente tanto la mancanza di Haruka che studia all'Accademia Noble. Il suo sogno, come quello degli altri componenti della famiglia, è che Haruka possa diventare la principessa dei suoi sogni.
Momoka Haruno (春野 ももか?, Haruno Momoka)
Doppiata da: Ayu Matsuura (ed. giapponese)
È la sorella minore di Haruka. Frequenta la prima elementare e qualche volta dà una mano al negozio di famiglia. Vuole molto bene alla sorella maggiore e la sostiene, ma si sente sola adesso che vive separata da lei che studia all'Accademia Noble. Il sogno di lei e dei suoi genitori è che Haruka possa diventare la principessa dei suoi sogni.
Masumi Kaido (海藤 ますみ?, Kaidō Masumi)
Doppiata da: Emi Shinohara (ed. giapponese)
È la madre di Minami. È affascinante e di gran classe e ha una personalità buona e gentile.
Tsukasa Kaido (海藤 つかさ?, Kaidō Tsukasa)
Doppiato da: Hiroyuki Kinoshita (ed. giapponese)
È il padre di Minami e presidente del Kaido Group. È serio, ma buono, e ha un forte senso di giustizia, cosa che ha trasmesso ai figli Wataru e Minami.
Wataru Kaido (海藤 わたる?, Kaidō Wataru)
Doppiato da: Kazuyuki Okitsu (ed. giapponese)
È il fratello maggiore di Minami e dirige il resort di famiglia. È un ragazzo sportivo e gioviale, benvoluto dai suoi collaboratori e sottoposti. Ha frequentato l'Accademia Noble, dove si è diplomato. Nonostante la giovane età, riveste un ruolo di spicco anche nel management dell'azienda di famiglia.
Stella Amanogawa (天ノ川 ステラ?, Amanogawa Sutera)
Doppiata da: Sayaka Ōhara (ed. giapponese)
È la madre di Kirara. È allegra e professionale, con una forte influenza nel suo ambito lavorativo. Col suo lavoro di top model ha ispirato la figlia a seguire i suoi passi. Nonostante gli impegni lavorativi, è sempre presente per Kirara e, dopo essersi esibite sulla passerella assieme, sogna essere affiancata da lei come modella. In passato ha frequentato l'Accademia Noble.
Ken Takamagahara (高天原 健?, Takamagahara Ken)
È il padre di Kirara, un famoso attore di Hollywood. È sempre molto impegnato con il suo lavoro.
Kyoko Tachi (舘 響子?, Tachi Kyōko)
Doppiata da: Mayumi Sako (ed. giapponese)
È la presidentessa dell'agenzia a cui Kirara fa riferimento per il suo lavoro da modella. È una donna carismatica, ma anche un po' misteriosa, che consiglia Kirara su come agire nei suoi impieghi.
Baurollo Bauanne (ボロロ・ボアンヌ?, Bororo Boan'nu)
Doppiato da: Takumi Yamazaki (ed. giapponese)
È un famoso ed eccentrico stilista. Porta sempre gli occhiali da sole e ha un gatto bianco. Creando un nuovo marchio, dopo averne valutato le qualità, offre il posto come modella principale a Kirara.
Nishikido (錦戸さん?, Nishikido-san)
Doppiato da: Osamu Saka (ed. giapponese)
È un liutaio e dà lezioni di violino a Minami. Vedendo la determinazione con la quale vuole imparare a suonare, regala il suo primo violino fabbricato ad Haruka. Quando Kanata perde la memoria, lo ospita a casa sua dopo averlo trovato sulla riva della spiaggia e successivamente, quando il ragazzo recupera la memoria, gli regala uno dei suoi violini.
Yume Mochizuki (望月 ゆめ?, Mochizuki Yume)
Doppiata da: Toshiko Sawada (ed. giapponese)
È la preside dell'Accademia Noble, ma non tutti gli studenti sono a conoscenza del suo ruolo. Da giovane era una nota autrice di libri illustrati e ha scritto La Principessa dei Fiori (花のプリンセス?, Hana no Purinsesu), la fiaba preferita da Haruka e da Yui; rivela di aver creato la storia per la figlia e di aver lasciato aperto il finale, in modo da permettere a chiunque leggesse il racconto di deciderlo con la propria fantasia. La storia terminava con la principessa che, dopo aver sventato una minaccia al suo pacifico regno, iniziava un viaggio per incontrare il principe di un paese vicino. È lei ad assegnare il cognome Akagi a Towa per completare più facilmente la sua iscrizione all'accademia.
Shirogane (白金さん?, Shirogane-san)
Doppiata da: Keiko Aki (ed. giapponese)
È l'anziana direttrice dei dormitori femminili dell'Accademia Noble. È inoltre la responsabile del nascosto giardino di rose, di cui possiede la chiave per entrare al mulino dove sono riportati tutti i nomi di quelli che hanno studiato all'accademia. Anche lei ha frequentato l'istituto ed è stata la prima studentessa a completare gli studi. Appare sempre alle spalle delle persone, che si spaventano, e ha l'abitudine di presentarsi ogni volta dicendo "Sono la direttrice dei dormitori Shirogane." (「寮母の白金です。」?, "Ryōbo no Shirogane desu."). Si dice che discenda da una famiglia di ninja e che in realtà siano tre persone diverse che si spacciano per lei.
Sumire Zama (座間 すみれ?, Zama Sumire)
Doppiata da: Mari Yokō (ed. giapponese)
È una delle insegnanti dell'Accademia Noble, severa e intransigente. Prima di diventare un'insegnante, il suo sogno era quello di diventare un'idol alle elementari, una poliziotta alle medie e una mangaka alle superiori.
Reiko Kisaragi (如月 れいこ?, Kisaragi Reiko)
Doppiata da: Risa Mizuno (ed. giapponese)
È una studentessa del secondo anno all'Accademia Noble. Fa l'addetta alla vigilanza dei dormitori femminili ed è molto rigida sulle regole. Inizialmente è spaventata dai cani e conseguentemente non tollera nemmeno la presenza di Pafu nell'istituto, ma, dopo che quest'ultima cerca di salvarla da uno Zetsuborg, la sua paura svanisce. Il suo sogno è quello di diventare un giudice.
Seira Azuma (東 せいら?, Azuma Seira)
Doppiata da: Yui Hashimoto (ed. giapponese)
È una studentessa del secondo anno all'Accademia Noble. Fa la vicepresidentessa del consiglio studentesco insieme a Shuu. Ha un carattere da maschiaccio ed è molto popolare anche tra le ragazze. Lei e Ayaka sono amiche sin dall'infanzia di Minami. Brava nello sport, il suo sogno è quello di diventare una giocatrice di baseball.
Ayaka Nishimine (西峰 あやか?, Nishimine Ayaka)
Doppiata da: Ayano Niina (ed. giapponese)
È una studentessa del secondo anno all'Accademia Noble. Elegante e delicata, fa la segretaria del consiglio studentesco come Naoto. Lei e Seira sono amiche sin dall'infanzia di Minami. Il suo sogno è quello di diventare una ballerina di danze tradizionali giapponesi.
Shuu Imagawa (今川 シュウ?, Imagawa Shuu)
Doppiato da: Atsushi Tamaru (ed. giapponese)
È uno studente del secondo anno all'Accademia Noble. È il vicepresidente del consiglio studentesco insieme a Seira. È il supervisore del dormitorio maschile ed ha un debole per Minami.
Naoto Koshiba (古芝 ナオト?, Koshiba Naoto)
Doppiato da: Taishi Murata (ed. giapponese)
È uno studente del secondo anno all'Accademia Noble. È il segretario del consiglio studentesco come Ayaka. Dal carattere calmo e tranquillo, è uno dei migliori studenti.
Yuki Aihara (藍原 ゆうき?, Aihara Yuuki)
Doppiato da: Atsushi Abe / Yūko Gibu (da bambino) (ed. giapponese)
È uno studente del primo anno all'Accademia Noble, compagno di classe di Haruka. Bravo nello sport, a scuola ha molte ammiratrici e un fan club. Conosce Haruka dall'infanzia: all'asilo le faceva terribili scherzi e la prendeva in giro a causa del sogno di lei di diventare una principessa. Il suo sogno è quello di diventare un campione di tennis; per questo si allena duramente ogni giorno.
Ranko Ichijou (一条 らんこ?, Ichijō Ranko)
Doppiata da: Sayuri Yahagi (ed. giapponese)
È una studentessa del terzo anno all'Accademia Noble, nonostante il fisico minuto ed l'atteggiamento ostile la facciano sembrare poco più di una bambina. È anche l'inviata regolare della trasmissione televisiva Sunday GOGO (サンデーＧＯＧＯ?, Sandē GOGO). È molto competitiva, infatti quando a Kirara viene proposto di affiancarla per un servizio su una pasticceria specializzata nelle famose ciambelle Marble Donuts, considera la ragazza subito una sua diretta rivale. Si rivela una ragazza determinata, pronta a rialzarsi quando cade, invece di cedere alle avversità. Il suo sogno è diventare un'affermata idol televisiva.
Kimimaro Ijūin (伊集院 キミマロ?, Ijūin Kimimaro)
Doppiato da: Masahito Yabe (ed. giapponese)
È uno studente del secondo anno all'Accademia Noble, che tuttavia studia in Gran Bretagna. Proviene da una famiglia benestante e ha molte guardie del corpo al suo seguito. Auto-proclamatosi promesso sposo di Minami, che conosce sin da bambino, inizialmente non vede di buon occhio Haruka, giudicandola inferiore e non adatta come amica per Minami; successivamente capisce che la sua presenza è un bene, visto il cambiamento in meglio della ragazza.
Hitomi Segawa (瀬川 ひとみ?, Segawa Hitomi)
Doppiata da: Arisa Kiyoto / Yui Hashimoto (ep. 4) (ed. giapponese)
È una studentessa del primo anno all'Accademia Noble, compagna di classe di Kirara che la chiama "Hitomin" (ひとみん?, Hitomin). È la migliore amica di Youko. Il suo sogno è quello di diventare una poliziotta.
Youko Kanda (神田 ようこ?, Kanda Yōko)
Doppiata da: Haruno Inoue (ed. giapponese)
È una studentessa del primo anno all'Accademia Noble, compagna di classe di Kirara che la chiama "Youtan" (ようたん?, Youtan). È la migliore amica di Hitomi. Il suo sogno è quello di diventare un medico.
Sayaka Kano (狩野 さやか?, Kano Sayaka), Mai Kurita (栗田 まい?, Kurita Mai) & Noriko Komaki (小巻 のりこ?, Komaki Noriko)
Doppiate da: Nao Tōyama, Yui Hashimoto e Haruka Yoshimura (ed. giapponese)
Sono tre studentesse del primo anno all'Accademia Noble e componenti del fan club di Yuki, che seguono ovunque e di cui sono molto gelose.
Hanae Komori (小森 はなえ?, Komori Hanae)
Doppiata da: Haruka Chisuga (ed. giapponese)
È una studentessa del primo anno all'Accademia Noble, compagna di classe di Haruka. Introversa, le piacciono i fiori e fa parte del club di giardinaggio. Il suo sogno è quello di diventare una flower designer.
Riko Furuya (古屋 りこ?, Furuya Riko)
Doppiata da: Kana Ueda (ed. giapponese)
È una studentessa del primo anno all'Accademia Noble, compagna di classe di Haruka. Fa parte del club di teatro, ma ha paura del palcoscenico e preferisce stare dietro le quinte a dirigere gli spettacoli.
Kenta Hirano (平野 ケンタ?, Hirano Kenta)
Doppiato da: Yūsuke Kobayashi (ed. giapponese)
È uno studente del primo anno all'Accademia Noble, compagno di classe di Haruka. Fa parte del club di teatro.
Tina (ティナ?, Tina)
Doppiata da: Satomi Kōrogi (ed. giapponese)
È un delfino selvatico femmina. Lei e Minami si conoscono da anni: quando era piccola, Minami rischiò di annegare e Tina la salvò. Da allora, sono diventate amiche per la pelle e quando Minami torna al resort di famiglia e si tuffa in acqua, Tina viene sempre ad accoglierla.
Asuka Kitakaze (北風 あすか?, Kitakaze Asuka)
Doppiata da: Maaya Sakamoto (ed. giapponese)
È una veterinaria e biologa marina con la passione per il windsurf. Nonostante la giovane età, è un'esperta nel suo campo, al punto che i genitori di Minami le propongono di lavorare con loro. La ragazza si sente onorata ma preferisce restare libera, sostenendo che dalla collaborazione con un grande gruppo industriale nascerebbero restrizioni tali da ostacolarla nei suoi studi e nelle sue ricerche. Il suo sogno è quello di conoscere a fondo il mare e le creature che lo abitano, e di contribuire a salvare le specie minacciate. È grazie a lei che Minami riflette di intraprendere la carriera di veterinaria e biologa marina. In seguito si trasferisce a Miami, in Florida.
Karin Akeboshi (明星 かりん?, Akeboshi Karin)
Doppiata da: Mayuki Makiguchi (ed. giapponese)
È una ragazzina timida e gentile che entra a far parte della stessa agenzia di modelle di Kirara Diventa subito amica di quest'ultima quando viene promossa come sua assistente, e Kirara la chiama affettuosamente "RinRin" (りんりん?, Rinrin). Karin ama farsi in quattro per lei perché Kirara è il suo idolo, anche se si vergogna a rivelarglielo, e il suo sogno è di diventare una brava modella come lei.

## Oggetti magici
Princess Perfume (プリンセスパフューム?, Purinsesu Pafyūmu)
E l'oggetto a forma di boccetta di profumo utilizzato dalle Pretty Cure per trasformarsi ed eseguire le Mode Elegant, una volta che una Dress-Up Key viene inserita al suo interno. In origine ne esistevano tre, appartenenti alle Pretty Cure Fondatrici, ma poiché sapevano che l'oscurità sarebbe tornata più potente di prima ne hanno creato un quarto. Utilizzato da Twilight le consente di trasformarsi in Black Princess. Terminata la missione delle Pretty Cure, ritornano ad essere custoditi nel castello dello Hope Kingdom insieme agli altri oggetti magici.
Dress-Up Key (ドレスアップキー?, Doresu Appu Kī)
Sono delle chiavi magiche attratte dai sogni e le ambizioni delle persone. Le Princess Pretty Cure le devono recuperare per aprire le Gabbie della Disperazione in cui sono intrappolati i sogni dei cittadini dello Hope Kingdom. Sono utili anche per attivare le trasformazioni ed eseguire gli attacchi.  Un tempo le chiavi (escluse quelle di Cure Scarlet) erano custodite nel castello dello Hope Kingdom, dal quale sono misteriosamente scomparse durante l'assedio di Dyspear. Furono usate in battaglia anche dalle Princess Pretty Cure originali molto tempo fa. Terminata la missione delle Pretty Cure, ritornano ad essere custodite nel Princess Palace insieme agli altri oggetti magici. Sono divise in gruppi:
- Henshin Dress-Up Key (変身ドレスアップキー?, Henshin Doresu Appu Kī), che consistono nella Flora Key (フローラキー?, Furōra Kī), nella Mermaid Key (マーメイドキー?, Māmeido Kī), nella Twinkle Key (トゥインクルキー?, Tuinkuru Kī) e nella Scarlet Key (スカーレットキー?, Sukāretto Kī). Ognuna la ottiene in un momento diverso: a Haruka era stata donata dal principe Kanata dieci anni prima, Minami la trova in riva al mare, Kirara la trova in un portagioie, Towa la ottiene purificando le sue Key Nere. Consentono alle Pretty Cure di trasformarsi, di attivare le loro Mode Elegant di base (tranne Cure Scarlet) e di eseguire un attacco in singolo per ciascuna.
- Elegant Dress-Up Key (エレガントドレスアップキー?, Ereganto Doresu Appu Kī), che consistono nella Rose Key (ローズキー?, Rōzu Kī) di Cure Flora, nella Ice Key (アイスキー?, Aisu Kī) di Cure Mermaid, nella Luna Key (ルナキー?, Runa Kī) di Cure Twinkle e nella Hanabi Key (ハナビキー?, Hanabi Kī) di Cure Scarlet. Le prime tre vengono trovate nel mulino presente nel giardino di rose dell'Accademia Noble custodito dalla signora Shirogane, mentre Cure Scarlet possiede già la sua, siccome era una delle Key Nere da lei possedute quando era Twilight. Permettono alle Pretty Cure (tranne Cure Scarlet) di attivare una nuova Mode Elegant (rispettivamente Rose, Ice, Luna), eseguire un nuovo attacco in singolo per ciascuna (due per Cure Scarlet) e l'attacco di gruppo Trinity Lumiere (solo per Cure Flora, Cure Mermaid e Cure Twinkle).
- Miracle Dress-Up Key (ミラクルドレスアップキー?, Mirakuru Doresu Appu Kī), che consistono nella Lily Key (リリィキー?, Rirī Kī) di Cure Flora, nella Bubble Key (バブルキー?, Baburu Kī) di Cure Mermaid, nella Shooting Star Key (シューティングスターキー?, Shūtingu Sutā Kī) di Cure Twinkle e nella Phoenix Key (フェニックスキー?, Fenikkusu Kī) di Cure Scarlet. Ogni Pretty Cure la ottiene in un momento diverso: Cure Flora durante una battaglia contro Twilight, Cure Mermaid nei fondali marini e Cure Twinkle grazie all'affetto che sua madre nutre per lei. Cure Scarlet possiede già la sua, siccome era una delle Key Nere da lei possedute quando era Twilight. Permettono alle Pretty Cure di attivare una nuova Mode Elegant (rispettivamente Lily, Bubble, Shooting Star e Phoenix), eseguire un nuovo attacco in singolo per ciascuna e l'attacco di gruppo Trinity Explosion (solo per Cure Flora, Cure Mermaid e Cure Twinkle).
- Premium Dress-Up Key (プレミアムドレスアップキー?, Puremiamu Doresu Appu Kī), che consistono nella Sakura Key (サクラキー?, Sakura Kī) di Cure Flora, nella Sango Key (サンゴキー?, Sango Kī) di Cure Mermaid, nella Ginga Key (ギンガキー?, Ginga Kī) di Cure Twinkle e nella Sun Key (サンキー?, San Kī) di Cure Scarlet. Le prime tre vengono donate rispettivamente da Cure Flora Fondatrice, Cure Mermaid Fondatrice e Cure Twinkle Fondatrice. Cure Scarlet trova la sua, che era nascosta nel blocco da disegno di Yui, dopo aver salvato l'amica dal nemico. Permettono alle Pretty Cure di attivare una nuova Mode Elegant (rispettivamente Sakura, Sango, Ginga e Sun), eseguire un nuovo attacco in singolo per ciascuna e l'attacco di gruppo Éclat Espoir.
- Royal Dress-Up Key (ロイヤルドレスアップキー?, Roiyaru Doresu Appu Kī). Viene ottenuta dal desiderio di Kanata di proteggere i sogni. Inserita nel Princess Palace, permette alle Pretty Cure di trasformarsi nelle loro Mode Elegant Royal e di eseguire l'attacco di gruppo Grand Printemps. Inoltre, quando risplende permette di andare nello Hope Kingdom pronunciando la formula "Royal Majesty" (「ロイヤルマジェスティ」?, "Roiyaru Majesuti").
- Gold Key (ゴールドキー?, Gōrudo Kī). Viene ottenuta dall'unione di tutte le altre Dress-Up Key. Permette alle Pretty Cure di eseguire l'attacco finale Grand Libération. Grazie ad essa, Grand Princess Flora apre la Porta dei Sogni e libera tutti quelli catturati dai nemici. A differenza delle altre chiavi, scompare del tutto quando le guerriere terminano la loro missione.

Key Nere (黒いキー?, Kuroi Kī)
Sono tre chiavi che vengono usate da Twilight, donatele da Dyspear. La prima potenzia gli altri generali dei Dysdark, permettendo loro di evocare Zetsuborg più potenti che hanno un lucchetto rosso invece di uno nero; riesce a percepire il potere della disperazione, consigliando così a Twilight nuove vittime. La seconda la ottiene per poter attaccare con uno scettro nero. La terza la ottiene per potersi trasformare in Black Princess con il Princess Perfume che ha trovato. Quando Twilight viene liberata dall'influenza malvagia di Dyspear, si convertono tutte quante in Dress-Up Key (Scarlet, Hanabi e Phoenix) utili a Cure Scarlet per trasformarsi ed eseguire gli attacchi.
Crystal Princess Rod (クリスタルプリンセスロッド?, Kurisutaru Purinsesu Roddo)
Sono gli scettri di Cure Flora, Cure Mermaid e Cure Twinkle, che consentono loro di attaccare utilizzando le Elegant Dress-Up Key e le Miracle Dress-Up Key. Sono un tesoro segreto tramandato nella famiglia reale dello Hope Kingdom. Nascosti in un tempio segreto, vengono ritrovati da Kanata che li consegna alle Pretty Cure. Come le Dress-Up Key, sono attratti dal potere dei sogni. Nella battaglia finale vengono distrutti, ma successivamente, terminata la missione delle Pretty Cure, ritornano ad essere custoditi nel castello dello Hope Kingdom insieme agli altri oggetti magici.
Scarlet Violin (スカーレットバイオリン?, Sukāretto Baiorin)
È l'arma di Cure Scarlet, nata dal violino di Kanata, che le consente di attaccare utilizzando le Dress-Up Key. Nella battaglia finale viene distrutto, ma successivamente, terminata la missione delle Pretty Cure, ritorna ad essere custodito nel castello dello Hope Kingdom insieme agli altri oggetti magici.
Princess Palace (プリンセスパレス?, Purinsesu Paresu)
È un carillon che rappresenta il castello principale dello Hope Kingdom, sviluppatosi quando i poteri delle chiavi delle quattro Pretty Cure si combinano tra loro. Vi si possono essere inserite le Premium Dress-Up Key per attivare un attacco in singolo per ciascuna e l'attacco di gruppo Éclat Espoir nelle Mode Elegant Premium, e la Royal Dress-Up Key per l'attacco di gruppo Grand Printemps nelle Mode Elegant Royal. Inoltre se si inseriscono tutte le Dress-Up Key di una Pretty Cure permette di purificare il Castello corrispondente ai poteri di quest'ultima. Terminata la missione delle Pretty Cure, ritorna a grandezza naturale.
Princess Lesson Pad (プリンセスレッスンパッド?, Purinsesu Ressun Paddo)
È l'iPad dentro al quale vive Miss Shamour. Permette anche la comunicazione tra lo Hope Kingdom e la Terra, consentendo a Kanata di manifestarsi sotto forma di ologramma.

## Trasformazioni e attacchi

### Cure Flora
- Trasformazione: Haruka usa il Princess Perfume e la Flora Key per trasformarsi e, diventata Cure Flora, si presenta al nemico.

- Floral Tourbillon (フローラル・トルビヨン?, Furōraru Torubiyon): è l'attacco di Cure Flora. La Pretty Cure, dopo aver inserito la Flora Key nel Princess Perfume ed essersi trasformata nella sua Mode Elegant, crea una tempesta di petali rosa che raccoglie con le mani e scaglia contro il nemico, purificandolo e facendolo esplodere in tanti petali rosa. A fine attacco, rivolgendosi al nemico ormai sconfitto, dice "Felice giornata!" (「ごきげんよう！」?, "Gokigen'yō!"). Viene eseguito per la prima volta nell'episodio 1.

- Rose Tourbillon (ローズ・トルビヨン?, Rōzu Torubiyon): è l'attacco di Cure Flora con il Crystal Princess Rod e la Rose Key. La Pretty Cure inserisce la Dress-Up Key nel Crystal Princess Rod, che si illumina di rosa, quindi crea una grande rosa rossa che genera una tempesta di petali rossi che si scaglia contro il nemico. Viene eseguito per la prima volta nell'episodio 12.

- Lys Tourbillon (リィス・トルビヨン?, Rīsu Torubiyon): è l'attacco di Cure Flora con il Crystal Princess Rod e la Lily Key. La Pretty Cure inserisce la Dress-Up Key nel Crystal Princess Rod, che si illumina di bianco, quindi crea un grande giglio bianco che genera una tempesta di petali bianchi che si scaglia contro il nemico. Viene eseguito per la prima volta nell'episodio 18.

- Sakura Turbulence (サクラ・トルビュランス?, Sakura Torubyuransu): è l'attacco di Cure Flora con il Princess Palace e la Sakura Key. La Pretty Cure inserisce la Dress-Up Key nel Princess Palace, che si illumina di rosa, quindi suona il carillon e genera un albero di ciliegio dal quale si scatena una tempesta di fiori di ciliegio che colpiscono il nemico. Viene eseguito per la prima volta nell'episodio 47.

### Cure Mermaid
- Trasformazione: Minami usa il Princess Perfume e la Mermaid Key per trasformarsi e, diventata Cure Mermaid, si presenta al nemico.

- Mermaid Ripple (マーメイド・リップル?, Māmeido Rippuru): è l'attacco di Cure Mermaid. La Pretty Cure, dopo aver inserito la Mermaid Key nel Princess Perfume ed essersi trasformata nella sua Mode Elegant, fa emergere delle bolle dall'acqua e le convoglia in una tromba marina che colpisce il nemico, purificandolo e facendolo esplodere in tante gocce d'acqua. A fine attacco, rivolgendosi al nemico ormai sconfitto, dice "Felice giornata!" (「ごきげんよう！」?, "Gokigen'yō!"). Viene eseguito per la prima volta nell'episodio 2.

- Frozen Ripple (フローズン・リップル?, Furōzun Rippuru): è l'attacco di Cure Mermaid con il Crystal Princess Rod e la Ice Key. La Pretty Cure inserisce la Dress-Up Key nel Crystal Princess Rod, che si illumina di azzurro, quindi crea un cristallo di neve dal quale cresce del ghiaccio in grado di intrappolare il nemico. Viene eseguito per la prima volta nell'episodio 12.

- Bubble Ripple (バブル・リップル?, Baburu Rippuru): è l'attacco di Cure Mermaid con il Crystal Princess Rod e la Bubble Key. La Pretty Cure inserisce la Dress-Up Key nel Crystal Princess Rod, che si illumina di azzurro, quindi crea un'enorme bolla che intrappola il nemico al suo interno. Viene eseguito per la prima volta nell'episodio 16.

- Coral Maelstrom (コーラル・メイルシュトロム?, Kōraru Meirushutoromu): è l'attacco di Cure Mermaid con il Princess Palace e la Sango Key. La Pretty Cure inserisce la Dress-Up Key nel Princess Palace, che si illumina di blu, quindi suona il carillon e genera un maremoto con coralli e delfini d'acqua che colpiscono il nemico. Viene eseguito per la prima volta nell'episodio 44.

### Cure Twinkle
- Trasformazione: Kirara usa il Princess Perfume e la Twinkle Key per trasformarsi e, diventata Cure Twinkle, si presenta al nemico.

- Twinkle Humming (トゥインクル・ハミング?, Tuinkuru Hamingu): è l'attacco di Cure Twinkle. La Pretty Cure, dopo aver inserito la Twinkle Key nel Princess Perfume ed essersi trasformata nella sua Mode Elegant, crea una stella gialla che scaglia contro il nemico, purificandolo e facendolo esplodere in tante stelle gialle. A fine attacco, rivolgendosi al nemico ormai sconfitto, dice "Felice giornata!" (「ごきげんよう！」?, "Gokigen'yō!"). Viene eseguito per la prima volta nell'episodio 4.

- Full Moon Humming (フルムーン・ハミング?, Furu Mūn Hamingu): è l'attacco di Cure Twinkle con il Crystal Princess Rod e la Luna Key. La Pretty Cure inserisce la Dress-Up Key nel Crystal Princess Rod, che si illumina di giallo, quindi crea una barriera gialla, che rappresenta la luna piena, con la quale può anche attaccare il nemico. Viene eseguito per la prima volta nell'episodio 12.

- Meteor Humming (ミーティア・ハミング?, Mītia Hamingu): è l'attacco di Cure Twinkle con il Crystal Princess Rod e la Shooting Star Key. La Pretty Cure inserisce la Dress-Up Key nel Crystal Princess Rod, che si illumina di giallo, quindi crea una stella gialla attorno alla quale ruotano altre stelline, che sfreccia in cielo e produce una tempesta di stelle cadenti che colpiscono il nemico. Viene eseguito per la prima volta nell'episodio 17.

- Galaxy Chorus (ギャラクシー・コーラス?, Gyarakushī Kōrasu): è l'attacco di Cure Twinkle con il Princess Palace e la Ginga Key. La Pretty Cure inserisce la Dress-Up Key nel Princess Palace, che si illumina di giallo, quindi suona il carillon e genera una galassia artificiale dalla quale fuoriesce una tempesta di stelle che colpisce il nemico. Viene eseguito per la prima volta nell'episodio 42.

### Cure Scarlet
- Trasformazione: Towa usa il Princess Perfume e la Scarlet Key per trasformarsi e, diventata Cure Scarlet, si presenta al nemico.

- Phoenix Blaze (フェニックス・プレイズ?, Fenikkusu Bureizu): è l'attacco di Cure Scarlet con lo Scarlet Violin e la Phoenix Key. La Pretty Cure, dopo aver inserito la Dress-Up Key nel Princess Perfume ed essersi trasformata nella sua Mode Elegant, inserisce la Dress-Up Key nello Scarlet Violin, che si illumina di rosso, quindi suona lo strumento e genera una fenice di fuoco che, scagliatasi contro il nemico, lo purifica in una vampa di fuoco. A fine attacco, rivolgendosi al nemico ormai sconfitto, dice "Felice giornata!" (「ごきげんよう！」?, "Gokigen'yō!"). Viene eseguito per la prima volta nell'episodio 22.

- Scarlet Illusion (スカーレット・イリュージョン?, Sukāretto Iryūjon): è un attacco di Cure Scarlet con lo Scarlet Violin e la Hanabi Key. La Pretty Cure inserisce la Dress-Up Key nello Scarlet Violin, che si illumina di rosso, quindi suona lo strumento e genera una barriera protettiva. Viene eseguito per la prima volta nell'episodio 23.

- Scarlet Spark (スカーレット・スパーク?, Sukāretto Supāku): è un attacco di Cure Scarlet con lo Scarlet Violin e la Hanabi Key. La Pretty Cure inserisce la Dress-Up Key nello Scarlet Violin, che si illumina di rosso, quindi suona lo strumento e dall'archetto genera una lingua di fuoco che colpisce il nemico. Viene eseguito per la prima volta nell'episodio 23.

- Scarlet Flame (スカーレット・フレイム?, Sukāretto Fureimu): è l'attacco di Cure Scarlet con lo Scarlet Violin e la Scarlet Key. La Pretty Cure inserisce la Dress-Up Key nello Scarlet Violin, che si illumina di rosso, quindi suona lo strumento e genera delle fiamme che colpiscono il nemico. Viene eseguito per la prima volta nell'episodio 24.

- Scarlet Prominence (スカーレット・プロミネンス?, Sukāretto Purominensu): è l'attacco di Cure Scarlet con il Princess Palace e la Sun Key. La Pretty Cure inserisce la Dress-Up Key nel Princess Palace, che si illumina di rosso, quindi suona il carillon e genera un sole artificiale dal quale scaturisce una tempesta solare che colpisce il nemico. Viene eseguito per la prima volta nell'episodio 40.

### In gruppo
- Presentazione: è la frase di presentazione di gruppo delle Pretty Cure una volta conclusasi la trasformazione.

- Trinity Lumiere (トリニティ・リュミエール?, Toriniti Ryumiēru): è il primo attacco di gruppo di Cure Flora, Cure Mermaid e Cure Twinkle, eseguito con i Crystal Princess Rod e le Elegant Dress-Up Key. Le Pretty Cure, dopo essersi trasformate nelle loro Mode Elegant con le Elegant Dress-Up Key, inseriscono queste ultime nei Crystal Princess Rod, quindi incrociano gli scettri, che si illuminano di rosso, blu, giallo, e poi bianco, e disegnano tre archi dei rispettivi colori che formano la corona simbolo dello Hope Kingdom, dal quale si genera una raffica di vento che colpisce il nemico, purificandolo e facendolo esplodere in tanti petali di rose rosse, fiocchi di neve e stelle. A fine attacco, rivolgendosi al nemico ormai sconfitto, una delle tre Pretty Cure dice "Felice giornata!" (「ごきげんよう！」?, "Gokigen'yō!"). Viene eseguito per la prima volta nell'episodio 11.

- Trinity Explosion (トリニティ・エクスプロジオン?, Toriniti Ekusupurōjion): è il secondo attacco di gruppo di Cure Flora, Cure Mermaid e Cure Twinkle, eseguito con i Crystal Princess Rod e le Miracle Dress-Up Key. Le Pretty Cure, dopo essersi trasformate nelle loro Mode Elegant con le Miracle Dress-Up Key, inseriscono queste ultime nei Crystal Princess Rod, ai quali vengono aggiunti dei nastri rosa come decorazione, quindi incrociano gli scettri, che si illuminano di rosa, turchese, viola e poi bianco, e, agitandoli, i nastri si colorano dei rispettivi colori e formano la corona simbolo dello Hope Kingdom, dal quale si genera una raffica di vento arcobaleno che colpisce il nemico, purificandolo e facendolo esplodere in tanti petali di gigli, bolle e stelle. A fine attacco, rivolgendosi al nemico ormai sconfitto, una delle tre Pretty Cure dice "Felice giornata!" (「ごきげんよう！」?, "Gokigen'yō!"). Viene eseguito per la prima volta nell'episodio 18.

- Éclat Espoir (エクラ・エスポワール?, Ekura Esupowāru): è il terzo attacco di gruppo delle Pretty Cure, eseguito con il Princess Palace e le Premium Dress-Up Key. Pafu e Aroma evocano il Princess Palace, quindi prima Cure Mermaid, Cure Twinkle e Cure Scarlet inseriscono le loro Premium Dress-Up Key nel Princess Palace, poi anche Cure Flora inserisce la sua e fa suonare il carillon, attivando le quattro Dress-Up Premium Mode Elegant; quindi si dispongono in cerchio attorno al nemico al quale lanciano quattro raggi di luce di colore rosa, blu, giallo e rosso, che formano una spirale che lo avvolge, purificandolo e facendolo esplodere in fuochi d'artificio. A fine attacco, rivolgendosi al nemico ormai sconfitto, Cure Flora dice "Felice giornata!" (「ごきげんよう！」?, "Gokigen'yō!"). Viene eseguito per la prima volta nell'episodio 30.

- Grand Printemps (グラン・プランタン?, Guran Purantan): è il quarto attacco di gruppo delle Pretty Cure, eseguito con il Princess Palace e la Royal Key. Le Pretty Cure inseriscono la Royal Key nel Princess Palace, poi Cure Flora fa suonare il carillon, attivando le quattro Mode Elegant Royal; quindi volano nel cielo e, comparsa la corona simbolo dello Hope Kingdom, sfrecciano attraverso quattro cerchi luminosi dei loro rispettivi colori (rosso, giallo, blu e rosa), aumentando la loro potenza, e colpiscono come un meteorite il nemico mentre tutt'attorno sbocciano fiori, purificandolo e facendolo esplodere in fuochi d'artificio. A fine attacco, rivolgendosi al nemico ormai sconfitto, una delle quattro Pretty Cure dice "Felice giornata!" (「ごきげんよう！」?, "Gokigen'yō!"). Viene eseguito per la prima volta nell'episodio 39.

- Trasformazione (Grand Princess (グラン・プリンセス?, Guran Purinsesu)): nell'episodio 49, grazie alle Chiavi del Cuore di tutti i membri dell'Accademia Noble, le Pretty Cure diventano Grand Princess. Gli abiti diventano dorati e bianchi e le guerriere ricevono uno scettro con cui possono attaccare.

- Grand Libération (グラン・リベラシオン?, Guran Riberashion): è l'attacco finale delle Pretty Cure, eseguito con la Gold Key. Le Pretty Cure, dopo essersi trasformate in Grand Princess, puntano i loro scettri verso il nemico, quindi si crea un'enorme chiave dorata che lo trafigge, sconfiggendolo. A fine attacco, rivolgendosi al nemico ormai sconfitto, Grand Princess Flora dice "Felice giornata!" (「ごきげんよう！」?, "Gokigen'yō!"). Viene eseguito nell'episodio 49.

## Luoghi
Hope Kingdom (ホープキングダム?, Hōpu Kingudamu)
È il regno dal quale provengono Kanata, Towa, Pafu ed Aroma. Il palazzo reale, posto al centro, è collegato tramite quattro arcobaleni ai Castelli dei Fiori, del Mare, delle Stelle e del Fuoco. È conosciuto come la terra delle speranze e dei sogni e si dice sia stato plasmato dalle tre Princess Pretty Cure Fondatrici usando come materia prima i fiori, i mari e le stelle. Viene invaso e conquistato da Dyspear e i suoi scagnozzi, ma dopo la loro sconfitta torna ad essere un luogo pacifico.
Dysdark (ディスダーク?, Disudāku)
È l'organizzazione malvagia capitanata da Dyspear. In passato i loro emissari sono stati esiliati nella foresta della disperazione, ma sono riusciti a tornare e a far cadere nella disperazione l'intero Hope Kingdom. La loro base è il castello principale dello Hope Kingdom che hanno invaso ma, dopo la sua purificazione e trasformazione nel Princess Palace, si spostano in un castello fatto di rovi creato appositamente da Close.
Porta dei Sogni (夢の扉?, Yume no Tobira)
È una porta scura, chiusa da un pesante lucchetto, dietro la quale sono stati rinchiusi i sogni degli abitanti dello Hope Kingdom. Si crede che soltanto le Grand Princess in possesso delle Dress-Up Key possano aprirla.
Accademia Noble (ノーブル学園?, Nōburu Gakuen)
È la scuola frequentata da Haruka, Minami, Kirara e, in seguito, anche da Towa. È stata fondata cinquant'anni fa e dal suo corso di studi sono uscite menti brillanti, diventate competenti e famose nel loro ambito lavorativo. Tutti gli alunni alloggiano nei dormitori dell'istituto e, sebbene esistano regole rigide per proteggere la tradizione e la disciplina, esiste anche una cultura scolastica che valorizza l'indipendenza degli studenti. Sin dalla sua apertura ogni anno si tiene il Noble Party, una cerimonia a tema principesco. "Felice giornata" (ごきげんよう?, Gokigen'yō) è il saluto ufficiale nella scuola. Al suo interno, inoltre, è presente un giardino di rose ben nascosto, dove una parete di un mulino a vento è formata da tante mattonelle, sopra le quali ogni studente del terzo anno che ha finito gli studi ha scritto il proprio sogno per il futuro.
Yumegahama (夢ヶ浜?, Yumegahama)
È la città dove sorge l'Accademia Noble.
Haruya (はるや?, Haruya)
È il negozio di dolci tradizionali giapponesi della famiglia Haruno, in cui Haruka dà una mano quando torna a casa durante le vacanze. La sua specialità sono i dorayaki.

## Episodi

### Sigle
La sigla originale di apertura è composta da Ryō Watanabe con il testo di Shōko Ōmori, la prima di chiusura da Sayaka Yamamoto e la seconda di chiusura da Rei Ishizuka con i testi di Mike Sugiyama.
Sigla di apertura
- Miracle Go! Princess Precure (Ｍｉｒａｃｌｅ Ｇｏ！プリンセスプリキュア?), cantata da Karin Isobe

Sigla di chiusura
- Dreaming☆Princess Precure (ドリーミング☆プリンセスプリキュア?), cantata da Rie Kitagawa (ep. 1-25)
- Yume wa mirai he no michi (夢は未来への道?), cantata da Rie Kitagawa (ep. 26-50)

Da episodio a episodio diverse scene della sigla di testa vengono modificate; dall'episodio 26 viene utilizzata la seconda strofa al posto della prima e vengono modificate molte scene introducendo Towa / Cure Scarlet, nuovi nemici e nuovi attacchi. Per l'ultimo episodio viene usata nuovamente la prima strofa. Dall'episodio 26 cambia anche la sigla finale, introducendo Cure Scarlet, e ne vengono realizzate quattro versioni che si differenziano per un assolo con protagonista una delle quattro Pretty Cure; inoltre anche i titoli di coda hanno un colore diverso in base alla Pretty Cure dell'assolo; dall'episodio 39 al termine le Pretty Cure si trasformano nella loro Mode Elegant Premium.

### Distribuzione
In Giappone la serie è stata raccolta in una collezione di 16 DVD sia da Marvelous che Pony Canyon tra il 15 luglio 2015 e il 20 aprile 2016. Nei primi 14 DVD sono presenti tre episodi, mentre negli altri quattro.
La serie è stata raccolta anche in quattro cofanetti Blu-ray, pubblicati da Marvelous Inc. e usciti tra il 21 ottobre 2015 e il 20 aprile 2016.

## Film
| Titolo | Prima visione                |
| Titolo | Giapponese (cinematografica) |
| --- | ---------------------------- |
| Eiga Pretty Cure All Stars - Haru no carnival♪ (映画 プリキュアオールスターズ 春のカーニバル♪?, Eiga Purikyua Ōru Sutāzu Haru no kānibaru♪)                                                                      | 14 marzo 2015                |
| Eiga Go! Princess Pretty Cure - Go! Go!! Gōka 3-bon date!!! (映画 Ｇｏ！プリンセスプリキュア Ｇｏ！Ｇｏ！！豪華３本立て！！！?, Eiga Go! Purinsesu Purikyua Go! Go!! Gōka san-bon date!!!)                       | 31 ottobre 2015              |
| Eiga Pretty Cure All Stars - Minna de utau♪ Kiseki no mahō! (映画 プリキュアオールスターズ みんなで歌う♪奇跡の魔法！?, Eiga Purikyua Ōru Sutāzu Minna de utau♪ Kiseki no mahō!)                                  | 19 marzo 2016                |
| Eiga Pretty Cure Dream Stars! (映画 プリキュアドリームスターズ！?, Eiga Purikyua Dorīmu Sutāzu!) | 18 marzo 2017                |
| Petit ☆ Dream Stars! Let's·La·Cookin'? Showtime! (Ｐｅｔｉｔ☆ドリームスターズ！レッツ・ラ・クッキン？ショータイム！?, Puchi ☆ Dorīmu Sutāzu! Rettsu Ra Kukkin? Shōtaimu!)                                        | 28 ottobre 2017              |
| Eiga HUGtto! Pretty Cure ♡ Futari wa Pretty Cure - All Stars Memories (映画 ＨＵＧっと！プリキュア♡ふたりはプリキュア オールスターズメモリーズ?, Eiga HUGtto! Purikyua ♡ Futari wa Purikyua Ōru Sutāzu Memorīzu) | 27 ottobre 2018              |
| Eiga Pretty Cure All Stars F (映画 プリキュアオールスターズＦ?, Eiga Purikyua Ōru Sutāzu F) | 15 settembre 2023            |

## Manga
Il manga di Go! Princess Pretty Cure, disegnato da Futago Kamikita, è stato serializzato sulla rivista Nakayoshi di Kōdansha da marzo 2015 a febbraio 2016. Un tankōbon, contenente i primi sei capitoli, è stato pubblicato il 6 agosto 2015; il secondo e ultimo, con gli altri sei capitoli, è stato pubblicato il 5 febbraio 2016.
| Nº | Titolo italiano Giapponese 「Kanji」 - Rōmaji                                       | Data di prima pubblicazione            | Data di prima pubblicazione |
| Nº | Titolo italiano Giapponese 「Kanji」 - Rōmaji                                       | Giapponese                             |                             |
| 1  | Go! Princess Precure 1 「Ｇｏ！プリンセスプリキュア １」 - Go! Purinsesu Purikyua 1 | 6 agosto 2015 ISBN 978-4-06-337833-7   |                             |
| 2  | Go! Princess Precure 2 「Ｇｏ！プリンセスプリキュア ２」 - Go! Purinsesu Purikyua 2 | 5 febbraio 2016 ISBN 978-4-06-337839-9 |                             |

### Altre pubblicazioni
Il 19 marzo 2016 la Gakken Publishing ha pubblicato in Giappone Go! Princess Precure: Official Complete Book (Ｇｏ！プリンセスプリキュア オフィシャルコンプリートブック?, Go! Purinsesu Purikyua Ofisharu Konpurīto Bukku) con ISBN 978-4-05-610993-1, libro dedicato alla serie contenenti interviste ai produttori, allo staff degli episodi, alle doppiatrici con retroscena che raccontano la nascita di Go! Princess Pretty Cure.

## CD e videogiochi
Durante il corso della serie sono stati pubblicati diversi CD e raccolte, sia di brani musicali che di colonna sonora, da Marvelous. I videogiochi, invece, sono stati distribuiti da Bandai.
| Nº | Titolo CD | Numero tracce | Data uscita      |
| -- | --- | ------------- | ---------------- |
| 1  | Miracle Go! Princess Precure / Dreaming☆Princess Precure (Ｍｉｒａｃｌｅ Ｇｏ！プリンセスプリキュア／ドリーミング☆プリンセスプリキュア?)                               | 4             | 4 marzo 2015     |
| 2  | Go! Princess Precure - Original Soundtrack 1: Precure Sound Engage!! (Ｇｏ！プリンセスプリキュア オリジナル・サウンドトラック１ プリキュア・サウンド・エンゲージ！！?) | 36            | 27 maggio 2015   |
| 3  | Go! Princess Precure - Vocal Album 1: Tsuyoku, yasashiku, utsukushiku. (Ｇｏ！プリンセスプリキュア ボーカルアルバム１ つよく、やさしく、美しく。?)                     | 12            | 15 luglio 2015   |
| 4  | Precure taisou & Precure ondo ~Smile Wink~ (プリキュアたいそう＆プリキュア音頭～スマイルＷｉｎｋ～?)                                                                   | 4             | 19 agosto 2015   |
| 5  | Yume wa mirai he no michi (夢は未来への道?) | 7             | 7 ottobre 2015   |
| 6  | Go! Princess Precure - Vocal Album 2: ~For My Dream~ (Ｇｏ！プリンセスプリキュア ボーカルアルバム２ ～Ｆｏｒ Ｍｙ Ｄｒｅａｍ～?)                                       | 11            | 11 novembre 2015 |
| 7  | Go! Princess Precure - Original Soundtrack 2: Precure Sound Blaze!! (Ｇｏ！プリンセスプリキュア オリジナル・サウンドトラック２ プリキュア・サウンド・ブレイズ！！?)    | 40            | 18 novembre 2015 |
| 8  | Go! Princess Precure - Vocal Best (Ｇｏ！プリンセスプリキュア ボーカルベスト?)                                                                                         | 14            | 13 gennaio 2016  |
| 9  | Precure Opening Theme Collection 2004~2016 (プリキュア オープニングテーマコレクション２００４～２０１６?)                                                              | 15            | 3 agosto 2016    |
| 10 | Precure Ending Theme Collection 2004~2016 (プリキュア エンディングテーマコレクション２００４～２０１６?)                                                               | 25            | 25 gennaio 2017  |
| 11 | Precure Vocal Best BOX 2013-2017 (プリキュア ボーカルベストＢＯＸ ２０１３–２０１７?)                                                                                  | 127           | 28 marzo 2018    |

| Nº | Titolo videogioco | Piattaforma  | Data uscita    |
| -- | --- | ------------ | -------------- |
| 1  | Go! Princess Precure: Sugar Ōkoku to 6-nin no princess! (Ｇｏ！プリンセスプリキュア シュガー王国と６人のプリンセス！?) | Nintendo 3DS | 30 luglio 2015 |

## Trasmissioni e adattamenti nel mondo
Go! Princess Pretty Cure è stato trasmesso, oltre che in Giappone, anche in diversi Paesi in tutto il mondo.
| Stato            | Rete televisiva / piattaforma streaming | Data 1ª TV/streaming       |
| ---------------- | --------------------------------------- | -------------------------- |
| Albania          | Bang Bang                               | 17 luglio – 20 agosto 2018 |
| America del Nord | Crunchyroll                             | 1º luglio 2024             |
| America del Sud  | Crunchyroll                             | 1º luglio 2024             |
| Australia        | Crunchyroll                             | 1º luglio 2024             |
| Corea del Sud    | Champ TV, Anione TV, Anibox             | 7 gennaio – 30 aprile 2019 |
| Francia          | ADN (Anime Digital Network)             | 30 agosto 2024             |
| Germania         | Crunchyroll                             | 1º luglio 2024             |
| Irlanda          | Crunchyroll                             | 1º luglio 2024             |
| Medio Oriente    | Crunchyroll                             | 1º luglio 2024             |
| Nord Africa      | Crunchyroll                             | 1º luglio 2024             |
| Nuova Zelanda    | Crunchyroll                             | 1º luglio 2024             |
| Portogallo       | Crunchyroll                             | 1º luglio 2024             |
| Regno Unito      | Crunchyroll                             | 1º luglio 2024             |
| Russia           | Crunchyroll                             | 1º luglio 2024             |
| Spagna           | Crunchyroll                             | 1º luglio 2024             |
| Sudafrica        | Crunchyroll                             | 1º luglio 2024             |

In Corea del Sud le sigle sono cantate in coreano e restano invariate le formule di trasformazione e gli attacchi, ma viene eliminato ogni riferimento al Giappone e cambiano tutti i nomi dei personaggi: Haruka è Han Bo-mi (한보미?), Minami è Jung Ba-da (정바다?), Kirara è Yoo Eun-ha (유은하?) e Towa è Jang Yeong-won (장영원?).
In America del Nord, America del Sud, Australia, Francia, Germania, Irlanda, Medio Oriente, Nord Africa, Nuova Zelanda, Portogallo, Regno Unito, Russia, Spagna e Sudafrica la serie è stata resa disponibile in streaming in versione sottotitolata in lingua locale.